# Martín Ruiz Arenado
Martín Ruiz Arenado (f. el 21 de agosto de 1937) fue un político español de ideología falangista.

## Biografía
De origen cántabro y con fama de hombre violento, en 1933 fue uno de los fundadores de Falange en Sevilla, formando parte del triunvirato directivo junto a Joaquín Miranda y José María Cañadas. También desempeñó los cargos de jefe de Milicias y jefe provincial de Falange en Sevilla. En octubre de 1935 él y otros tres falangistas sevillanos fueron condenados a dos años y once meses de prisión por su participación en el asesinato de una persona en Aznalcóllar.
En marzo de 1936 se hizo cargo de la jefatura provincial de Falange en Santander, en sustitución de Manuel Hedilla. Sin embargo, Ruiz Arenado mantuvo una actitud pasiva durante los siguientes meses. Consecuencia de esta actitud, ha sido señalado como uno de los máximos responsables del fracaso del golpe de Estado de julio de 1936 en Santander. En enero de 1937 aparece en la zona franquista, según informa la prensa. Meses después, aceptaría el decreto de Unificación que supuso el establecimiento de FET y de las JONS.
En julio de 1937, próxima la ocupación franquista de Cantabria, fue nombrado jefe provincial de FET y de las JONS en Santander. Sin embargo, no llegaría a ejercer plenamente el cargo ya que en agosto falleció en un accidente de coche cuando se dirigía a la capital santanderina.

## Familia
Tuvo un hermano, Ángel, falangista «camisa vieja» y procurador en las Cortes franquistas.